# Савенков Олександр Володимирович
Олекса́ндр Володи́мирович Савенков (7 січня 1988, Павлоград, Дніпропетровська область — 4 липня 2014 р, Новоселівка Перша, Ясинуватський район Донецької області) — старший солдат Збройних сил України, 93-тя окрема механізована бригада, учасник російсько-української війни.

## Короткий життєпис
Народився 1988 року в місті Павлоград. Залишився без батьків підлітком, виховувався бабусею. 2005 року закінчив навчання в Богданівській середній школі. Закінчив Тернівське гірниче училище, працював гірничим робочим на шахті «Дніпровська» (УПР-3 ШУ «Дніпровське»).
До лав захисників Вітчизни пішов добровольцем на початку квітня 2014 року. Старший солдат 93-ї бригади; електрик.
4 липня 2014 року загинув під час нічної танкової атаки бойовиків на блокпост № 10, біля села Новоселівка Перша, при повороті на Уманське, у Ясинуватському районі Донецької області. Бійці 93-ї бригади зайняли оборону і прийняли бій. Внаслідок терористичного нападу загинули 7 захисників — підполковник Володимир Мамадалієв, молодший сержант Олексій Заїка, старші солдати Андрій Крилов, Руслан Рущак, Олександр Савенков, Дмитро Чабанов та Дмитро Шевченко, ще 6 дістали поранень.
Похований в селі Богданівка, Павлоградський район, Дніпропетровська область.
Без Олександра лишилася бабуся Савенкова Любов Єгорівна.

## Нагороди
- 2 серпня 2014 року — за особисту мужність і героїзм, виявлені у захисті державного суверенітету та територіальної цілісності України, вірність військовій присязі під час російсько-української війни, відзначений — нагороджений орденом «За мужність» III ступеня (посмертно).
- в Запоріжжі встановили дошку з іменами полеглих військовослужбовців 93-ї бригади на одному з будинків, що розташований на вулиці, названій на їх честь — «Героїв 93-ї бригади».
- На місці знищеного українського блокпосту біля смт Новоселівка встановлено пам'ятний хрест.